# جو هاريس (لاعب كرة قاعدة أمريكي)
جو هاريس (بالإنجليزية: Joe Harris) هو لاعب كرة قاعدة أمريكي، ولد في 20 مايو 1891 في South Versailles Township, Pennsylvania ‏ في الولايات المتحدة، وتوفي في 10 ديسمبر 1959 في Plum, Pennsylvania ‏ في الولايات المتحدة.

## وصلات خارجية
- جو هاريس (لاعب كرة قاعدة أمريكي) على موقعبيزبول رفرنس.كوم (الدوري الرئيسي) (الإنجليزية)
- جو هاريس (لاعب كرة قاعدة أمريكي) على موقعبيزبول رفرنس.كوم (الدوري الثانوي) (الإنجليزية)